# Ізабелла Габсбург (королева Швеції, Норвегії і Данії)

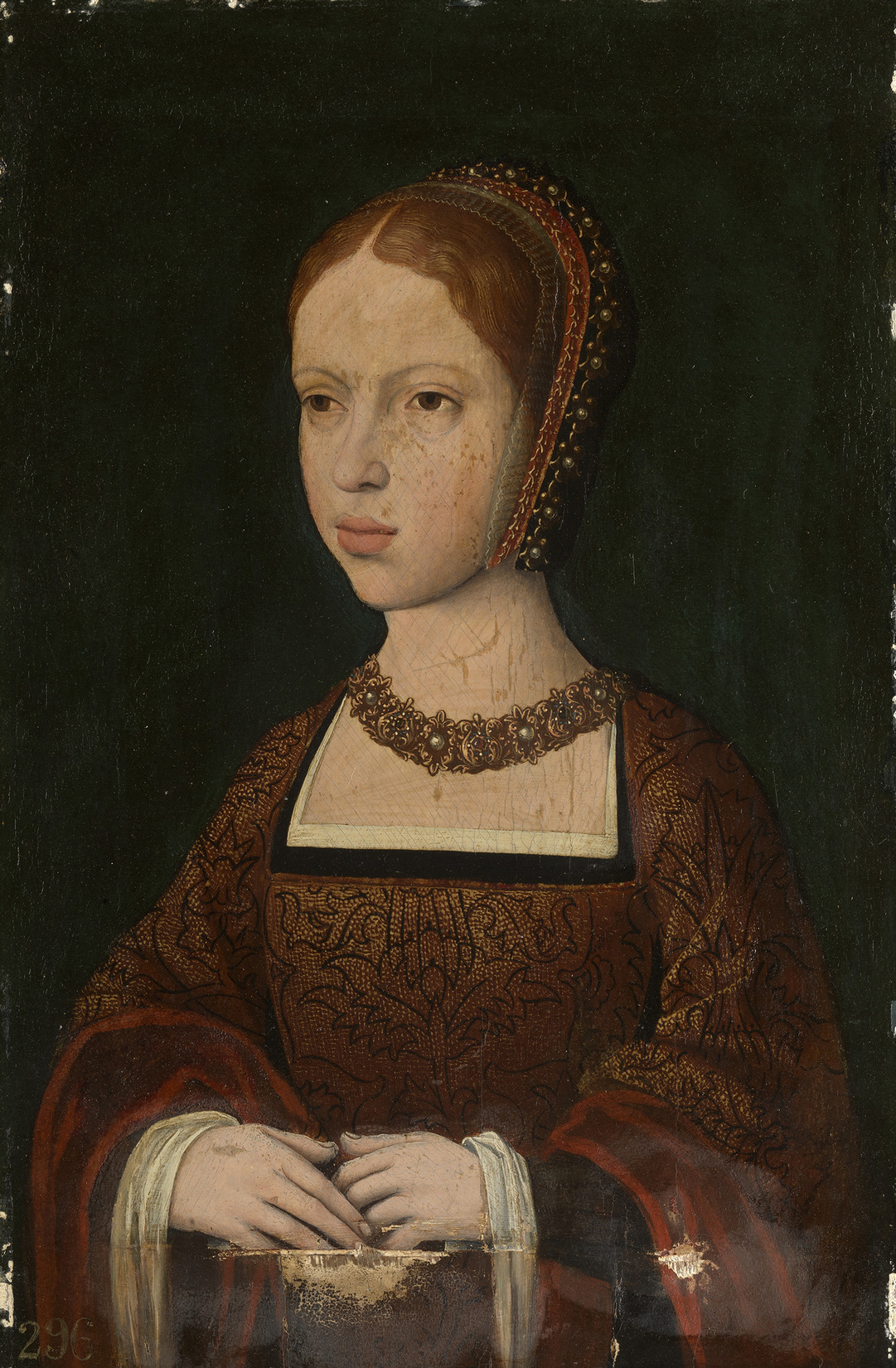
портрет Ізабелли

Ізабелла Габсбург або Ізабелла Австрійська (нар. 18 липня 1501, Брюссель — 19 січня 1526, Гент). принцеса Бургундії, Австрії, Кастилії, Леону, Галісії, Гранди, Арагону, Каталонії, Валенсії, Майорки, Неаполя, Сицилії, Сардинії, Корсики та СРІ; після весілля королева-консорт Данії, Швеції і Норвегії. Третя дитина і друга дочка герцога Бургундії і Австрії Філіпа і його дружини, королеви Кастилії, Леону і Галісії Іоанни I

## Сім'я

### Чоловік

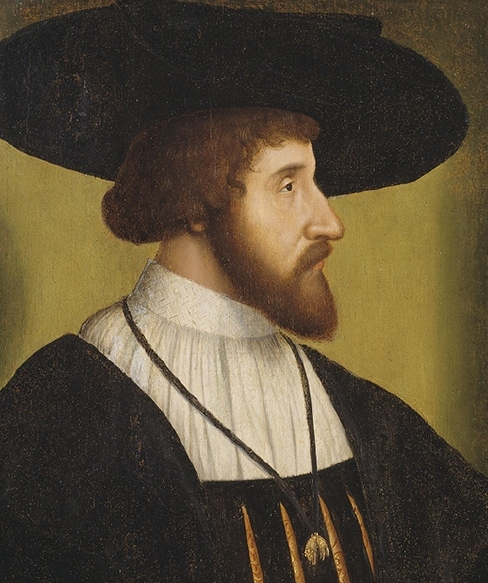
Кристіан (1481—1559)

- Кристіан
(1481—1559)

### Діти

1 Кристіан (1516)
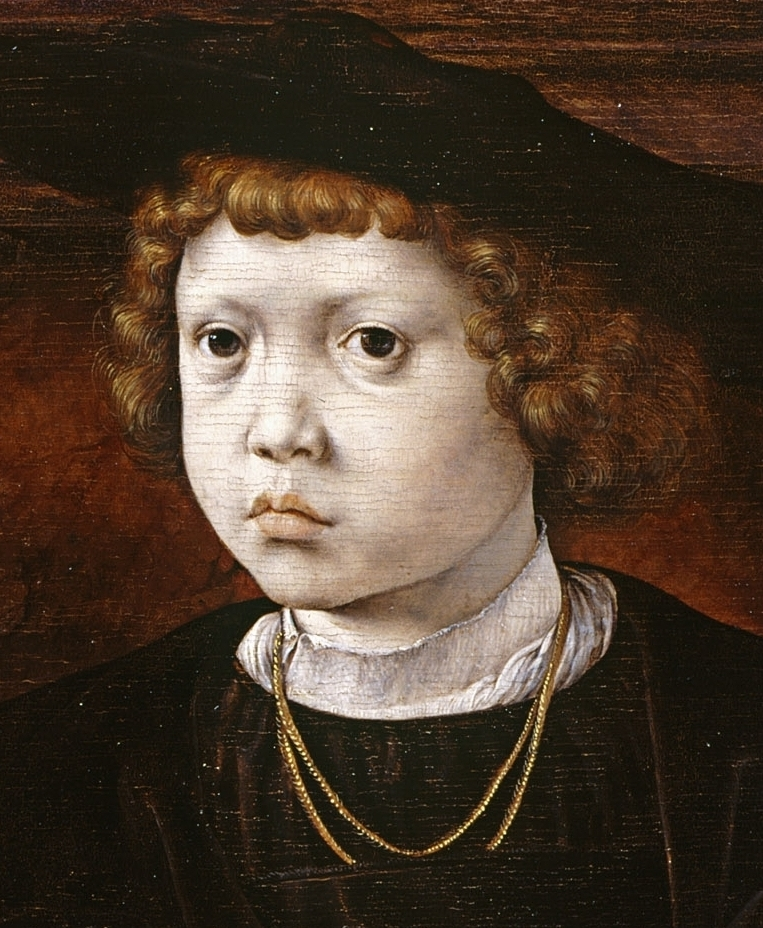
2 Іоанн (1518—1532)
3 Максиміліан (1519)
4 Філіп (1519—1520)
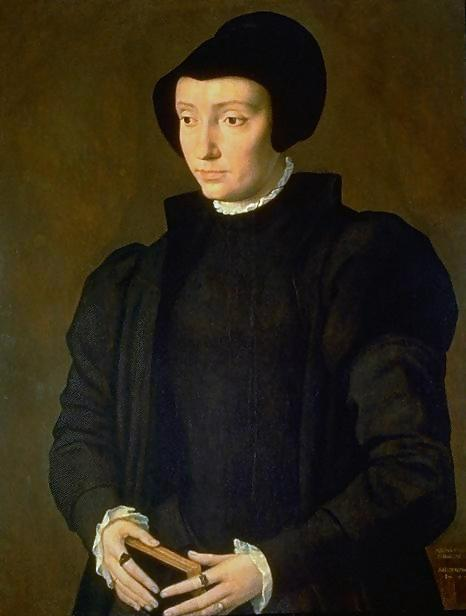
5 Доротея (1520—1580)
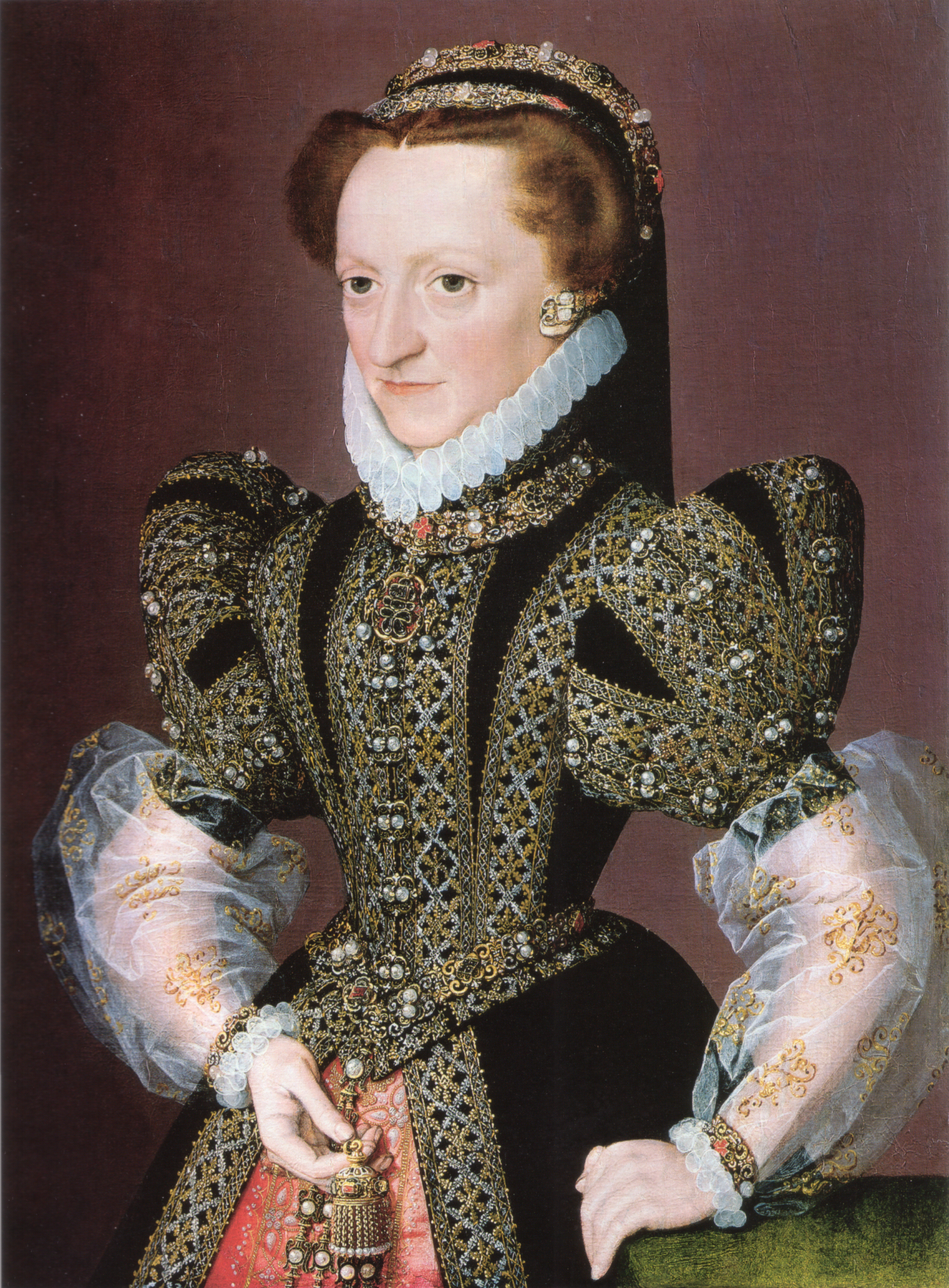
6 Христина (1521—1590)
7 Син (1523)